# Meddelanden af Societas pro Fauna et Flora Fennica
Meddelanden af Societas pro Fauna et Flora Fennica (w publikacjach cytowane także w skrócie jako Meddn. Soc. Fauna Flora fenn.) – biologiczne czasopismo naukowe wydawane w Finlandii przez Sällskapets pro Fauna et Flora Fennica (Fińskie Towarzystwo Botaniczno-Zoologiczne). Jego kontynuatorem jest czasopismo Memoranda Societatis pro Fauna et Flora Fennica.
Numery czasopisma z lat 1878–1922 zostały zdigitalizowane. Prawa autorskie do znajdujących się w nich artykułów nich już wygasły i są one dostępne online w postaci skanów (pliki pdf, ocr, jp2 i all). Opracowano 5 istniejących w internecie skorowidzów umożliwiających odszukanie artykułu:
- Title – na podstawie tytułu,
- Author – na podstawie nazwiska autora,
- Date – według daty,
- Collection – według grupy zagadnień,
- Contributor – według instytucji współpracujących.

Istnieje też indeks zdigitalizowanych numerów czasopisma ze spisem ich treści.
Czasopismo dostępne jest w subskrypcji zarówno w wersji drukowanej, jak i internetowej.
ISSN: 0788-6969, OCLC: 1585962